# Parroquia La Libertad

## Historia
Con la cantonización de Salinas, 22 de diciembre de 1937 se crearon las parroquias de fueron José Luis Tamayo (antes caserío de Muey), La Libertad y Anconcito.

## Geografía
La Libertad se ubica en la parte occidental de la Provincia de Santa Elena, entre el  Cantón Santa Elena y el Cantón Salinas, en la puntilla de Santa Elena, que es el extremo occidental del Ecuador continental. Posee una geografía irregular y un diminuto sistema montañosos llamado La Caleta. Esta zona es muy seca, por lo que posee pampas salineras y las lluvias son algo escasas.

#### Límites
- Norte: Desde el término del carretero que une la Represa Velasco Ibarra con el sitio Punta Suche, en la Bahía de Santa Elena, por la línea de Costa hacia el Este, hasta la desembocadura del Estero Murciélago. En la población de Ballenita.
- Este: Del Estero Murciélago, aguas arriba, hasta sus nacientes. De estas nacientes la línea imaginaria al Sur, hasta alcanzar la confluencia de los ríos Hondo y Pinargoti.
- Sur: Desde la confluencia de los ríos Hondo y Pinargoti, la línea latitudinal al Oeste, pasando por los campamentos mineros de San Francisco y Achallán, alcanza la bifurcación de los carreteros que conectan el sitio Punta de Suche, con Punta Carnero y el sitio Punta de Suche con la Represa Velasco Ibarra.
- Oeste: Desde este punto de bifurcación de los carreteros indicados, sigue por la carretera hacia el norte, hasta alcanzar el sitio Punta de Suche en la Bahía de Santa Elena.

## Política
Es la una única parroquia urbana, que abarca el aérea total del Cantón La Libertad y de la ciudad La Libertad